# Walerija Hontarewa

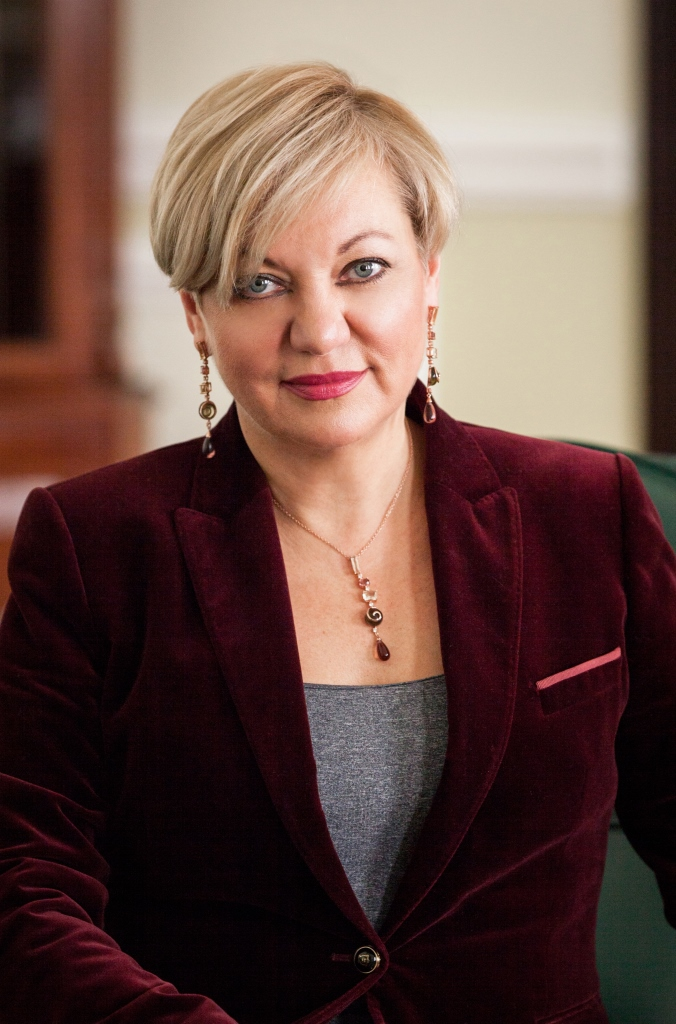
Walerija Hontarewa, 2015

Walerija Olexijiwna Hontarewa (* 20. Oktober 1964 in Dnipropetrowsk, Ukrainische SSR) ist eine ukrainische Ökonomin und ehemalige Präsidentin der Nationalbank der Ukraine.

## Leben
Walerija Hontarewa studierte bis 1987 Ökonomie an der Nationalen Technischen Universität der Ukraine „KPI“. Seit 1993 war sie im Bankensektor in der Ukraine tätig, unter anderem in den Kiewer Niederlassungen der niederländischen ING Groep und der französischen Société Générale. 1997 machte sie an der Nationalen Wadym-Hetman-Wirtschaftsuniversität in Kiew den Master der Ökonomie.
Im Juni 2008 wurde sie aufgrund ihres persönlichen Beitrages zur Entwicklung des ukrainischen Aktienmarktes und hoher Professionalität vom Ministerkabinett der Ukraine mit einer Medaille und Urkunde ausgezeichnet.
Von September 2013 bis 17. Juni 2014 war sie Aufsichtsratsvorsitzende der PAT Bank Awanhard (ПАТ «Банк Авангард»).
Am 19. Juni 2014 löste sie Stepan Kubiw als Präsident der ukrainischen Nationalbank ab. Am 23. Juni 2014 wurde sie Mitglied des Nationalen Sicherheits- und Verteidigungsrats der Ukraine.
Im April 2017 reichte sie ihren Rücktritt vom Zentralbankvorsitz ein.
Walerija Hontarewa ist verheiratet und hat zwei Söhne. Sie spricht ukrainisch, russisch und englisch.
Nachdem man in der Nacht des 17. September 2019 ihr Haus in der Nähe von Kiew angezündet hatte, wurde sie in London von einem Auto angefahren, und Anfang Oktober 2019 zündeten Unbekannte das Auto ihrer Schwiegertochter in Kiew an. Verbindungen zwischen den Anschlägen und ihrer Führungsrolle bei der Verstaatlichung der Privatbank von Ihor Kolomojskyj werden vermutet.